# Wereldkampioenschap cricket 2003
Het wereldkampioenschap cricket 2003 was het achtste wereldkampioenschap cricket. Het toernooi werd van 9 februari tot en met 23 maart in Zuid-Afrika gespeeld. Dit was de eerste keer in Afrika. Overigens werden er ook wedstrijden in Kenia en Zimbabwe gespeeld.
Vooraf waren er een aantal problemen. Veel spelers van India wilden niet meedoen aan het WK vanwege de problemen met hun sponsors. De sterspeler van Australië Shane Warne testte positief op doping voor aanvang van het toernooi.
Het toernooi werd deels gespeeld in Zimbabwe, waar de politieke situatie onder leiding van president Robert Mugabe heel slecht was. Het Engelse team kreeg als opdracht om hun wedstrijden in Zimbabwe te boycotten.
Het toernooi gespeeld met 14 landen, die waren onderverdeeld in 2 groepen met 7 landen. De beste drie per groep gingen door naar de tweede ronde (Super Six), waarvan de beste vier zich plaatsten voor de halve finale.
- Groep A: Australië, India, Engeland, Pakistan, Zimbabwe, Namibië en Nederland.
- Groep B: Nieuw-Zeeland, Zuid-Afrika, West-Indië, Kenia, Canada en Bangladesh.

Nederland eindigde 6e in de groep en boekte een historische zege door Namibië met 64 runs te verslaan.
Australië won opnieuw het toernooi door in het Wanderers stadium te Johannesburg India te verslaan met 125 runs. Dit was de grootste overwinning in een finale ooit.

## Eerste ronde

### Groep A
| Team      | Wd | W | V | NR | G | Pnt | NRR    | voor       | tegen      |
| --------- | -- | - | - | -- | - | --- | ------ | ---------- | ---------- |
| Australië | 6  | 6 | - | -  | - | 24  | +2.045 | 1392/255.3 | 970/285    |
| India     | 6  | 5 | 1 | -  | - | 20  | +1.108 | 1421/295.4 | 1007/272.2 |
| Zimbabwe  | 6  | 3 | 2 | 1  | - | 14  | +0.504 | 909/175.1  | 809/172.4  |
| Engeland  | 6  | 3 | 3 | -  | - | 12  | +0.821 | 1034/223.2 | 951/249.4  |
| Pakistan  | 6  | 2 | 3 | 1  | - | 10  | +0.227 | 1143/249   | 1072/245.4 |
| Nederland | 6  | 1 | 5 | -  | - | 4   | -1.454 | 1072/286   | 1349/259.2 |
| Namibië   | 6  | - | 6 | -  | - | 0   | -2.955 | 830/275.1  | 1643/275.1 |

| 10-02-2003 | Namibië 104/5 (25.1 ov.)   | Zimbabwe 340/2 (50 ov.)  | Zimbabwe wint met 86 runs (D/L methode)        | Harare, Zimbabwe              |
| 11-02-2003 | Pakistan 228ao (44.3 ov.)  | Australië 310/8 (50 ov.) | Australië wint met 82 runs                     | Johannesburg, Zuid-Afrika     |
| 12-02-2003 | Nederland 136ao (48.1 ov.) | India 204ao (48.5 ov.)   | India wint met 68 runs                         | Paarl, Zuid-Afrika            |
| 13-02-2003 | Engeland                   | Zimbabwe                 | Engeland trok zich terug om veiligheidsredenen | Harare, Zimbabwe              |
| 15-02-2003 | Australië 128/1 (22.2 ov.) | India 125ao (41.4 ov.)   | Australië wint met 9 wickets                   | Centurion, Zuid-Afrika        |
| 16-02-2003 | Engeland 144/4 (23.2 ov.)  | Nederland 142/9 (50 ov.) | Engeland wint met 6 wickets                    | Oost-Londen, Zuid-Afrika      |
| 16-02-2003 | Namibië 84ao (17.4 ov.)    | Pakistan 255/9 (50 ov.)  | Pakistan wint met 171 runs                     | Kimberley, Zuid-Afrika        |
| 19-02-2003 | Namibië 217/9 (50 ov.)     | Engeland 272ao (50 ov.)  | Engeland wint met 55 runs                      | Port Elizabeth, Zuid-Afrika   |
| 19-02-2003 | Zimbabwe 172ao (44.4 ov.)  | India 255/7 (50 ov.)     | India wint met 83 runs                         | Harare, Zimbabwe              |
| 20-02-2003 | Nederland 122ao (30.2 ov.) | Australië 170/2 (36 ov.) | Australië wint met 75 runs (D/L methode)       | Potchefstroom, Zuid-Afrika    |
| 22-02-2003 | Pakistan 134ao (31 ov.)    | Engeland 246/8 (50 ov.)  | Engeland wint met 112 runs                     | Kaapstad, Zuid-Afrika         |
| 23-02-2003 | Namibië 130ao (42.3 ov.)   | India 311/2 (50 ov.)     | India wint met 181 runs                        | Pietermaritzburg, Zuid-Afrika |
| 24-02-2003 | Australië 248/3 (47.3 ov.) | Zimbabwe 246/9 (50 ov.)  | Australië wint met 7 wickets                   | Bulawayo, Zimbabwe            |
| 25-02-2003 | Nederland 156ao (39.3 ov.) | Pakistan 253/9 (50 ov.)  | Pakistan wint met 97 runs                      | Paarl, Zuid-Afrika            |
| 27-02-2003 | Namibië 45ao (14 ov.)      | Australië 301/6 (50 ov.) | Australië wint met 256 runs                    | Potchefstroom, Zuid-Afrika    |
| 28-02-2003 | Nederland 202/9 (50 ov.)   | Zimbabwe 301/8 (50 ov.)  | Zimbabwe wint met 99 runs                      | Bulawayo, Zimbabwe            |
| 1-03-2003  | India 276/4 (45.4 ov.)     | Pakistan 273/7 (50 ov.)  | India wint met 6 wickets                       | Centurion, Zuid-Afrika        |
| 2-03-2003  | Australië 208/8 (49.4 ov.) | Engeland 204/8 (50 ov.)  | Australië wint met 2 wickets                   | Port Elizabeth, Zuid-Afrika   |
| 3-03-2003  | Namibië 250ao (46.5 ov.)   | Nederland 314/4 (50 ov.) | Nederland wint met 64 runs                     | Bloemfontein, Zuid-Afrika     |
| 4-03-2003  | Zimbabwe                   | Pakistan 73/3 (14 ov.)   | "No result" door hevige regen                  | Bulawayo, Zimbabwe            |

### Groep B
| Team          | Wd | W | V | NR | G | Pnt | NRR    | voor       | tegen      |
| ------------- | -- | - | - | -- | - | --- | ------ | ---------- | ---------- |
| Sri Lanka     | 6  | 4 | 1 | -  | 1 | 18  | +1.204 | 1049/220.5 | 1046/295   |
| Kenia         | 6  | 4 | 2 | -  | - | 16  | -0.691 | 869/248.3  | 927/221.2  |
| Nieuw-Zeeland | 6  | 4 | 2 | -  | - | 16  | +0.990 | 1091/193.2 | 1112/239   |
| West-Indië    | 6  | 3 | 2 | 1  | - | 14  | +1.103 | 1173/220.3 | 1050/249   |
| Zuid-Afrika   | 6  | 3 | 2 | -  | 1 | 14  | +1.730 | 1234/216.2 | 1120/281.5 |
| Canada        | 6  | 1 | 5 | -  | - | 4   | -1.989 | 947/300    | 1012/196.4 |
| Bangladesh    | 6  | - | 5 | 1  | - | 2   | -2.046 | 735/250    | 831/166.4  |

| 9-02-2003  | Zuid-Afrika 275/9 (49 ov.)     | West-Indië 278/5 (50 ov.)    | West-Indië wint met 3 runs                          | Kaapstad, Zuid-Afrika         |
| 10-02-2003 | Nieuw-Zeeland 225ao (45.3 ov.) | Sri Lanka 272/7 (50 ov.)     | Sri Lanka wint met 47 runs                          | Bloemfontein, Zuid-Afrika     |
| 11-02-2003 | Bangladesh 120ao (28 ov.)      | Canada 180ao (49.1 ov.)      | Canada wint met 60 runs                             | Durban, Zuid-Afrika           |
| 12-02-2003 | Zuid-Afrika 142/0 (21.2 ov.)   | Kenia 140ao (38 ov.)         | Zuid-Afrika wint met 10 wickets                     | Potchefstroom, Zuid-Afrika    |
| 13-02-2003 | West-Indië 221ao (49.4 ov.)    | Nieuw-Zeeland 241/7 (50 ov.) | Nieuw-Zeeland wint met 20 runs                      | Port Elizabeth, Zuid-Afrika   |
| 14-02-2003 | Sri Lanka 126/0 (21.1 ov.)     | Bangladesh 124ao (31.1 ov.)  | Sri Lanka wint met 10 wickets                       | Pietermaritzburg, Zuid-Afrika |
| 15-02-2003 | Kenia 198/6 (48.3 ov.)         | Canada 197ao (49 ov.)        | Kenia wint met 4 wickets                            | Kaapstad, Zuid-Afrika         |
| 16-02-2003 | Nieuw-Zeeland 229/1 (36.5 ov.) | Zuid-Afrika 306/6 (50 ov.)   | Nieuw-Zeeland wint met 9 wickets (D/L methode)      | Johannesburg, Zuid-Afrika     |
| 18-02-2003 | Bangladesh 32/2 (8.1 ov.)      | West-Indië 244/9 (50 ov.)    | "No result" door hevige regen                       | Benoni, Zuid-Afrika           |
| 19-02-2003 | Sri Lanka 37/1 (4.4 ov.)       | Canada 36ao (18.4 ov.)       | Sri Lanka wint met 9 wickets                        | Paarl, Zuid-Afrika            |
| 21-02-2003 | Nieuw-Zeeland                  | Kenia                        | Nieuw-Zeeland trok zich terug om veiligheidsredenen | Nairobi, Kenia                |
| 22-02-2003 | Zuid-Afrika 109/0 (12 ov.)     | Bangladesh 108ao (35.1 ov.)  | Zuid-Afrika wint met 10 wickets                     | Bloemfontein, Zuid-Afrika     |
| 23-02-2003 | West-Indië 206/3 (20.3 ov.)    | Canada 202ao (42.5 ov.)      | West-Indië wint met 7 wickets                       | Centurion, Zuid-Afrika        |
| 24-02-2003 | Sri Lanka 157ao (45 ov.)       | Kenia 210/9 (50 ov.)         | Kenia wint met 53 runs                              | Nairobi, Kenia                |
| 26-02-2003 | Nieuw-Zeeland 199/3 (33.3 ov.) | Bangladesh 198/7 (50 ov.)    | Nieuw-Zeeland wint met 7 wickets                    | Kimberley, Zuid-Afrika        |
| 27-02-2003 | Canada 136/5 (50 ov.)          | Zuid-Afrika 254/8 (50 ov.)   | Zuid-Afrika wint met 118 runs                       | Oost-Londen, Zuid-Afrika      |
| 28-02-2003 | West-Indië 222/9 (50 ov.)      | Sri Lanka 228/6 (50 ov.)     | Sri Lanka wint met 6 runs                           | Kaapstad, Zuid-Afrika         |
| 1-03-2003  | Bangladesh 185ao (47.2 ov.)    | Kenia 217/7 (50 ov.)         | Kenia wint met 32 runs                              | Johannesburg, Zuid-Afrika     |
| 3-03-2003  | Nieuw-Zeeland 197/5 (23 ov.)   | Canada 196ao (47 ov.)        | Nieuw-Zeeland wint met 5 wickets                    | Benoni, Zuid-Afrika           |
| 3-03-2003  | Zuid-Afrika 229/6 (45 ov.)     | Sri Lanka 268/9 (50 ov.)     | Gelijkspel (D/L methode)                            | Durban, Zuid-Afrika           |
| 4-03-2003  | Kenia 104ao (35.5 ov.)         | West-Indië 246/7 (50 ov.)    | West-Indië wint met 142 runs                        | Kimberley, Zuid-Afrika        |

## Tweede ronde (Super Six)
De resultaten tegen de teams die zich ook voor de tweede ronde plaatsen, worden in deze ronde meegenomen. Daarnaast levert elke overwinning in de eerste ronde tegen teams die zich niet voor de tweede ronde plaatsen, 1 punt op. Deze laatste punten staan als "1eR" in de tabel.
| Team          | Wd | W | V | NR | G | 1eR | Pnt  | NRR    | voor       | tegen      |
| ------------- | -- | - | - | -- | - | --- | ---- | ------ | ---------- | ---------- |
| Australië     | 5  | 5 | - | -  | - | 4.0 | 24.0 | +1.854 | 1081/201.1 | 880/250    |
| India         | 5  | 4 | 1 | -  | - | 4.0 | 20.0 | +0.886 | 1048/238.3 | 780/222.2  |
| Kenia         | 5  | 3 | 2 | -  | - | 2.0 | 14.0 | +0.354 | 744/176    | 694/179.1  |
| Sri Lanka     | 5  | 2 | 3 | -  | - | 3.5 | 11.5 | -0.844 | 1017/250   | 1228/250   |
| Nieuw-Zeeland | 5  | 1 | 4 | -  | - | 4.0 | 8.0  | -0.896 | 736/197.2  | 882/190.4  |
| Zimbabwe      | 5  | - | 5 | -  | - | 3.5 | 3.5  | -1.254 | 985/250    | 1147/220.5 |

| 7-03-2003  | Sri Lanka 223ao (47.4 ov.)     | Australië 319/5 (50 ov.)       | Australië wint met 96 runs       | Centurion, Zuid-Afrika      |
| 7-03-2003  | India 226/4 (47.5 ov.)         | Kenia 225/6 (50 ov.)           | India wint met 6 wickets         | Kaapstad, Zuid-Afrika       |
| 8-03-2003  | Nieuw-Zeeland 253/4 (47.2 ov.) | Zimbabwe 252/7 (50 ov.)        | Nieuw-Zeeland wint met 6 wickets | Bloemfontein, Zuid-Afrika   |
| 10-03-2003 | Sri Lanka 109ao (23 ov.)       | India 292/6 (50 ov.)           | India wint met 183 runs          | Johannesburg, Zuid-Afrika   |
| 11-03-2003 | Nieuw-Zeeland 112ao (30.1 ov.) | Australië 208/9 (50 ov.)       | Australië wint met 96 runs       | Port Elizabeth, Zuid-Afrika |
| 12-03-2003 | Kenia 135/3 (26 ov.)           | Zimbabwe 133ao (44.1 ov.)      | Kenia wint met 7 wickets         | Bloemfontein, Zuid-Afrika   |
| 14-03-2003 | India 150/3 (40.4 ov.)         | Nieuw-Zeeland 146ao (45.1 ov.) | India wint met 7 wickets         | Centurion, Zuid-Afrika      |
| 15-03-2003 | Australië 178/5 (31.2 ov.)     | Kenia 174/8 (50 ov.)           | Australië wint met 5 wickets     | Durban, Zuid-Afrika         |
| 15-03-2003 | Zimbabwe 182ao (41.5 ov.)      | Sri Lanka 256/5 (50 ov.)       | Sri Lanka wint met 74 runs       | Oost-Londen, Zuid-Afrika    |

## Halve finale
| 18-03-2003 | Sri Lanka 123/7 (38.1 ov.) | Australië 212/7 (50 ov.) | Australië wint met 48 runs (D/L methode) | Port Elizabeth, Zuid-Afrika |
| 20-03-2003 | Kenia 179ao (46.2 ov.)     | India 270/4 (50 ov.)     | India wint met 91 runs                   | Durban, Zuid-Afrika         |

## Finale
| 23-03-2003 | India 234ao (39.2 ov.) | Australië 359/2 (50 ov.) | Australië wint met 125 runs | Johannesburg, Zuid-Afrika |

Regulier wereldkampioenschap (One Day International)
Wereldkampioenschap Twenty20

Wereldkampioenschap testcricket